# Rhodesia (schimmelgeslacht)
Rhodesia is een monotypisch geslacht van schimmels uit de onderstam Pezizomycotina. Het bevat alleen Rhodesia subtecta. De familie is nog niet eenduidig bepaald (incertae sedis).